# Martin Kippenberger
Martin Kippenberger (Dortmund, 25 de febrero de 1953 - Viena, 7 de marzo de 1997) fue un influyente artista alemán cuyo gusto por las travesuras le hizo el centro de una generación de enfants terribles alemanes, en la que se incluyen Albert y Markus Oehlen, Georg Herold, Dieter Göls y Günther Förg. Su trabajo experimentó con ideas polémicas; y en un impulso para ejecutar todo tipo de imágenes que ocuparon sus pensamientos marcó el mundo del arte de los noventa. La marea de cuadros que produjo estuvo en ocasiones marcada por lo conceptual y lo controvertido. Su obsesiva búsqueda de polémica a menudo dejaba un rastro de ofensa; una vez produjo una escultura de un sapo siendo crucificado. Su arte se relaciona con el movimiento artístico alemán Neue Wilde.
Su obra se ha mostrado en la Bienal de Venecia de 1988 y 2003, y en la documenta de 1997. Intervino en la exposición de grupo Von hier aus − Zwei Monate neue deutsche Kunst in Düsseldorf en 1984. Una exposición de su obra se mostró en la Tate Modern en 2006. Del 22 de febrero al 29 de mayo de 2011, el Museo Picasso Málaga le dedicó la exposición 'Kippenberger miró a Picasso', que ahondaba en el interés del artista alemán por Pablo Picasso, plasmado en la creación de varias series de obras directamente relacionadas con la figura del artista español. 
Fue miembro del Lord Jim Lodge.

## Sucesos
El 4 de noviembre de 2011, una limpiadora del Museo Ostwald, en la ciudad alemana de Dortmund, arruinó por error una de sus obras de arte (Wenn es anfängt durch die Decke zu tropen "Cuando empieza a gotear el techo", 1987). La pieza, para cuya construcción el artista utilizó algunas tablas de madera con anotaciones y clavadas entre sí, además de una palangana de goma manchada con cal, estaba asegurada por un valor de 800.000 euros, según informó el diario Bild. La limpiadora retiró parcialmente la cal con la que el artista había manchado la palangana, hecho el cual, según se ha afirmado, ha dañado en forma irreparable la obra de arte.